# 公牛集团
公牛集团（英語：Gongniu Group；上交所：603195），简称公牛，全称公牛集团股份有限公司，英文又称Bull Group，是中国一家插座制造商，总部位于浙江省慈溪市，并拥有多家子公司。其前身是阮立平、阮学平兄弟于1995年共同出资创办的公牛电器。
公牛集团上市前曾长期被外界视为家族式管理企业。在2017年以前，阮氏兄弟作为该公司的唯一股东，持有该公司100%股权。2017年，高瓴资本子公司高瓴道盈收购了公牛2.235%的股份。2020年2月6日，该公司在上海证券交易所主板挂牌上市。

## 主营产品
公牛集团的主营产品包括转换器、智能电工照明产品以及数码配件等。

## 批评与争议

### 法律纠纷
2018年12月，通领科技以公牛集团涉嫌侵犯2件专利权为由，将其诉至南京市中级人民法院，索赔金额达10亿元。2019年3月8日，通领科技董事长陈伍胜表示，起诉公牛集团跟阻击它IPO是完全没关系的。他称公牛集团涉嫌侵权的产品有2000多种，他们为了起诉公牛，准备了1年多。7月，涉案专利权被宣告无效。在公牛集团11月21日上会前夕，通领科技宣布撤诉。
2019年8月8日，Permula Corporation在美国德克萨斯南区联邦地区法院对公牛集团提起了专利诉讼，负责此案的法官是罗兰多·奥尔维拉（Rolando Olvera）。

### 行政处罚
2021年5月，浙江省市场监督管理局对公牛集团涉嫌与交易相对人达成并实施垄断协议行为进行立案调查。9月27日，该公司发布公告称收到浙江省市场监督管理局出具的《行政处罚决定书》，公牛集团违反了《中华人民共和国反垄断法》第十四条，被处以其2020年中国境内销售额98.27亿元3％的罚款，计2.9481亿元。
2023年10月，公牛集团旗下宁波公牛电工销售有限公司因不正当竞争行为被钟祥市市场监督管理局作出罚款10万元的行政处罚。因该公司销售的“公牛”牌插座上标注了“10户中国家庭，7户用公牛，摔不烂，新国标安全大升级”之类的用语。公牛因此次“不正当竞争”备受关注，不过，其后表示该处罚遭撤销，并提供了撤销行政处罚决定书。